# Марьянополь (Новомиргородская городская община)
Марьянополь (укр. Мар'янопіль) — село в Новомиргородской городской общине Новоукраинского района Кировоградской области Украины.
До 2020 года входило в Новомиргородский район
Население по переписи 2001 года составляло 85 человек. Почтовый индекс — 26040. Телефонный код — 5256. Код КОАТУУ — 3523886504.